# Germainia
Germainia es un género de plantas herbáceas de la familia de las poáceas. Es originario de Asia, Malasia y Norte de Australia.

## Citología
Número de cromosomas: 2n = 14.

## Especies
- Germainia capitata Balansa & Poitr.
- Germainia flosculosa (F.Muell.) C.E.Hubb.
- Germainia grandiflora (S.T.Blake) Chai-Anan
- Germainia khasiana Hack.
- Germainia lanipes Hook.f.
- Germainia pilosa Chai-Anan
- Germainia schmidiana A.Camus
- Germainia tenax (Balansa) Chai-Anan
- Germainia thailandica (Bor) Chai-Anan
- Germainia thorelii A.Camus
- Germainia truncatiglumis (F.Muell. ex Benth.) Chai-Anan